# Christer Jöns

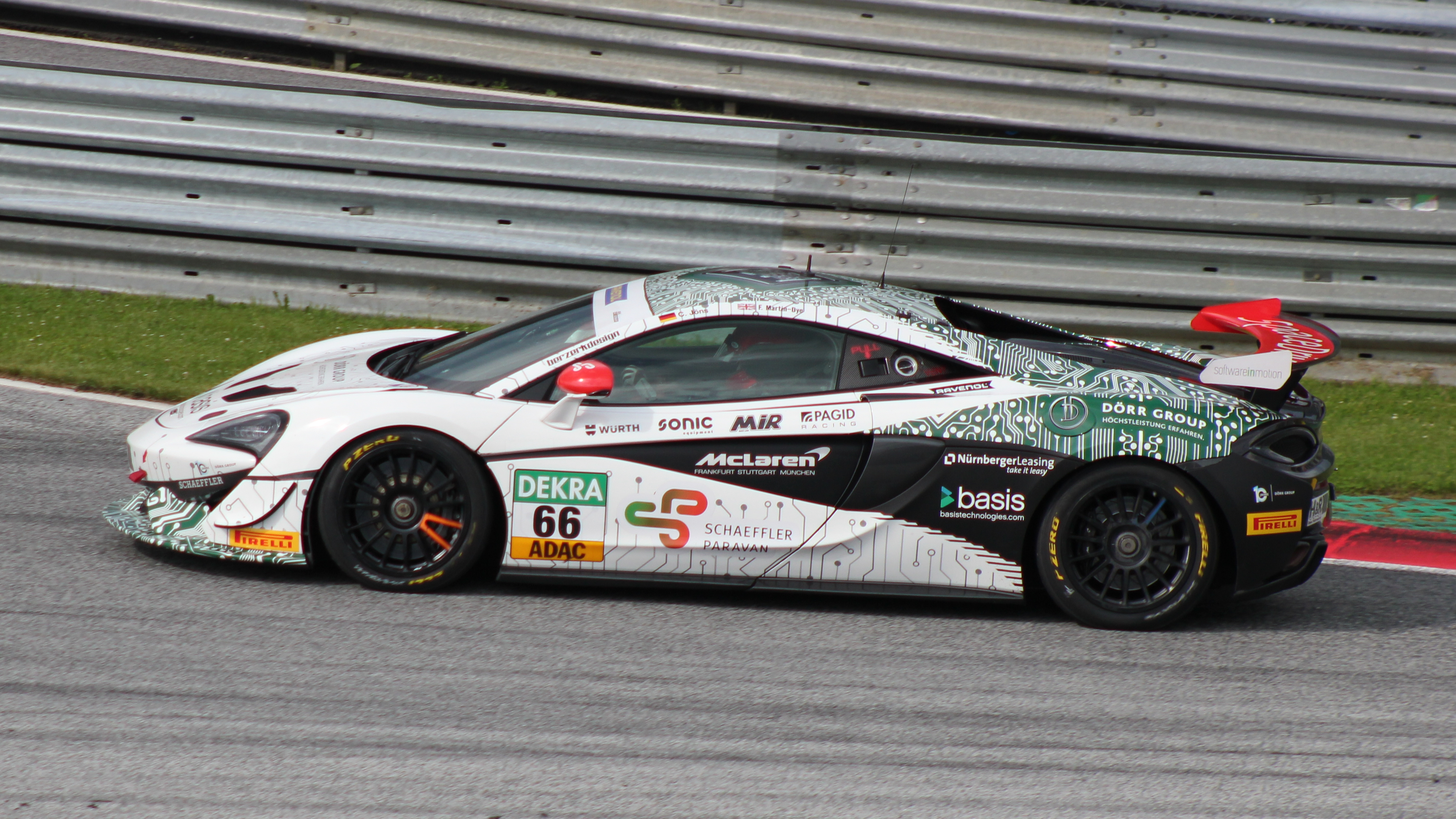
Der von Christer Jöns 2021 gefahrene McLaren 570S GT4

Christer Jöns (* 23. Juli 1987 in Wiesbaden) ist ein deutscher Automobilrennfahrer.

## Karriere
Christer Jöns begann 1996 seine Motorsportlaufbahn im Kartsport. 2003 wechselte er in den Formelsport und fuhr zwei Jahre in der Formel König. 2005 und 2006 startete er mit dem Team JMS Motorsport im Deutschen-Formel-3-Cup. 2005 wurde er mit einem Dallara F301 Zweiter in der Trophy-Wertung.
2009 ging Jöns zum Team Black Falcon. Mit dem Team startete er in der deutschen Seat-Markenmeisterschaft Seat Leon Supercopa und belegte zum Saisonende den zweiten Platz hinter dem Teamkollegen Thomas Marschall. Im selben Jahr gewann er auf einem BMW 325i mit dem Team den VLN-Meisterschaftstitel. Dies ist auch sein größter Erfolg in dieser Rennserie. In den Jahren 2012 bis 2020 trat er immer wieder mit unterschiedlichen Teams und Rennwagen zu vereinzelten VLN-Läufen an.
Ein Jahr später fuhr er mit einem Audi R8 LMS an zwei Rennwochenenden in der FIA-GT3-Europameisterschaft 2010 und erreichte den 21. Rang in der Gesamtwertung.
Zur Saison 2011 wechselte er in die ADAC GT Masters zum Team Abt Sportsline. Mit dem Team trat er dort regelmäßig bis 2015 in einem Audi R8 LMS bzw. dem Nachfolger Audi R8 LMS ultra an. 2016 setzte das Team, nun als Bentley Team ABT, einen Bentley Continental GT3 in der Meisterschaft ein. In den Jahren 2018 und 2019 fuhr er in der Rennserie noch ein paar wenige Rennen mit einem Audi R8 LMS GT3. Sein bestes Ergebnis, einen siebten Platz in der Gesamtwertung, erzielte Jöns bereits 2011 in seiner ersten GT-Masters-Saison.
2016 und 2017 ging er mit dem Bentley Team ABT bei vereinzelten Rennen in der GT-Asia, der Intercontinental GT Challenge und der Blancpain GT Series Endurance Cup an den Start.
2020 wechselte er zum Team Dörr Motorsport und fuhr mit einem McLaren 570S GT4 als Gaststarter in der ADAC GT4 Germany.
Jöns startete in seiner Motorsportkarriere regelmäßig in 24-Stunden und 12-Stunden-Langstreckenrennen. In der 24H Series fuhr er 2010, 2015, 2016 und 2018. Mit dem Team Phoenix Racing gewann er 2012 in einem Audi R8 LMS das 12-Stunden-Rennen von Bathurst.
Beim 24-Stunden-Rennen auf dem Nürburgring ging er von 2009 bis 2020, außer 2012 jedes Jahr an den Start. 2010 wurde er mit dem Team Black Falcon auf einem Audi R8 LMS Dritter in der SP9-GT3-Wertung und Fünfter in der Gesamtwertung. Im Jahr 2017 erzielte er mit Team Bentley ABT auf einem Bentley Continental GT3 den SP9-LG-Klassensieg und wurde 16. in der Gesamtwertung.